# Юрской сельсовет
Юрской сельсове́т — сельское поселение в Воловском районе Липецкой области. 
Административный центр — село Юрское.

## История
В соответствии с законом Липецкой области №114-оз «О наделении муниципальных образований в Липецкой области статусом городского округа, муниципального  района, городского и сельского поселения» от 2 июля 2004 года Юрской сельсовет наделён статусом сельского поселения.

## Население
| 2010 | 2012 | 2013 | 2014 | 2015 | 2016 | 2017 |
| ---- | ---- | ---- | ---- | ---- | ---- | ---- |
| 500  | →500 | ↘487 | ↘476 | ↘452 | ↗465 | ↘458 |
| 2018 | 2021 |      |      |      |      |      |
| ↘455 | ↘402 |      |      |      |      |      |

## Состав сельского поселения
| № | Населённый пункт | Тип населённого пункта       | Население |
| - | ---------------- | ---------------------------- | --------- |
| 1 | Дробышево        | деревня                      | ↗45       |
| 2 | Хитрово          | деревня                      | ↗119      |
| 3 | Юрские Дворы     | деревня                      | ↗18       |
| 4 | Юрское           | село, административный центр | ↘319      |